# Igor Formiga
Igor Formiga, pseudonimo di Igor Marques Paciência Cardoso (Rio de Janeiro, 8 gennaio 1999), è un calciatore brasiliano, difensore del Grêmio Novorizontino.

## Carriera
Igor Formiga ha iniziato a giocare a calcio nelle giovanili del Nova Iguaçu, con cui ha debuttato in prima squadra il 22 aprile 2018 contro il Mirassol in Série D. Nel 2018 si è trasferito al Corinthians, inizialmente assegnato alla squadra Under-20. Il 4 gennaio 2020 è stato ceduto in prestito al Coimbra per disputare il Campionato Mineiro.
Rientrato al Timão dopo una sola partita disputata, ha giocato con la squadra Under-23 prima di passare in prestito al Ponte Preta il 24 gennaio 2022. Tre mesi più tardi il trasferimento è divenuto definitivo ed il giocatore si è ritagliato un ruolo da titolare nella successiva stagione di Série B.
Il 13 dicembre 2022 si è trasferito al Cruzeiro neopromosso in Série A. Il 14 maggio 2023 ha debuttato nella massima divisione brasiliana sostituendo William contro l'América-MG.
Il 21 luglio 2023 si è trasferito a titolo definitivo in Portogallo al Portimonense.

## Statistiche

### Presenze e reti nei club
Statistiche aggiornate al 20 settembre 2023.
| Stagione        | Squadra         | Campionato      | Campionato | Campionato | Coppe nazionali | Coppe nazionali | Coppe nazionali | Coppe continentali | Coppe continentali | Coppe continentali | Altre coppe | Altre coppe | Altre coppe | Totale | Totale | Totale |
| Stagione        | Squadra         | Comp            | Pres       | Reti       | Comp            | Pres            | Reti            | Comp               | Pres               | Reti               | Comp        | Pres        | Reti        | Pres   | Reti   |        |
| --------------- | --------------- | --------------- | ---------- | ---------- | --------------- | --------------- | --------------- | ------------------ | ------------------ | ------------------ | ----------- | ----------- | ----------- | ------ | ------ | ------ |
| 2018            | Nova Iguaçu     | D               | 1          | 0          |                 | -               | -               |                    | -                  | -                  |             | -           | -           | 1      | 0      |        |
| 2019            | Corinthians     | A1/SP+A         | 0          | 0          | CB              | 0               | 0               |                    | -                  | -                  |             | -           | -           | 0      | 0      |        |
| 2020            | Coimbra         | M1/MG           | 1          | 0          |                 | -               | -               |                    | -                  | -                  |             | -           | -           | 1      | 0      |        |
| 2020            | Corinthians     | A1/SP+A         | 0          | 0          | CB              | 0               | 0               |                    | -                  | -                  |             | -           | -           | 0      | 0      |        |
| 2021            | Corinthians     | A1/SP+A         | 0          | 0          | CB              | 0               | 0               |                    | -                  | -                  |             | -           | -           | 0      | 0      |        |
| 2022            | Ponte Preta     | A1/SP+B         | 3+31       | 0          | CB              | 0               | 0               |                    | -                  | -                  |             | -           | -           | 34     | 0      |        |
| 2023            | Cruzeiro        | M1/MG+A         | 5+5        | 0          | CB              | 2               | 0               |                    | -                  | -                  |             | -           | -           | 12     | 0      |        |
| 2023-2024       | Portimonense    | PL              | 4          | 0          | CP+CdL          | 0+1             | 0               |                    | -                  | -                  |             | -           | -           | 5      | 0      |        |
| Totale carriera | Totale carriera | Totale carriera | 49         | 0          |                 | 3               | 0               |                    | -                  | -                  |             | -           | -           | 52     | 0      |        |